# Kanton Buxy
Kanton Buxy (francouzsky Canton de Buxy) je francouzský kanton v departementu Saône-et-Loire v regionu Burgundsko. Tvoří ho 27 obcí.

## Obce kantonu
- Bissey-sous-Cruchaud
- Bissy-sur-Fley
- Buxy
- Cersot
- Chenôves
- Culles-les-Roches
- Fley
- Germagny
- Jully-lès-Buxy
- Marcilly-lès-Buxy
- Messey-sur-Grosne
- Montagny-lès-Buxy
- Moroges
- Saint-Boil
- Sainte-Hélène
- Saint-Germain-lès-Buxy
- Saint-Martin-d'Auxy
- Saint-Martin-du-Tartre
- Saint-Maurice-des-Champs
- Saint-Privé
- Saint-Vallerin
- Santilly
- Sassangy
- Saules
- Savianges
- Sercy
- Villeneuve-en-Montagne